# جی. کی. رولینگ
جوآن رولینگ (انگلیسی: Joanne Rowling؛ زاده ۳۱ ژوئیه ۱۹۶۵) متخلص به جی. کی. رولینگ (J. K. Rowling)، مؤلف، تهیه‌کنندهٔ فیلم و فیلم‌نامه‌نویس اهل بریتانیا است. بیشتر شهرتش را برای نوشتن مجموعهٔ فانتزی هری پاتر کسب کرده است که بیش از ۵۰۰ میلیون نسخه فروش داشته است و به یکی از پرفروش‌ترین مجموعهٔ کتاب‌های تاریخ تبدیل شده‌اند. مجموعه‌فیلم محبوبی به همین نام توسط شرکت برادران وارنر بر پایهٔ این کتاب‌ها ساخته شده است و رولینگ هم از تهیه‌کنندگان قسمت‌های پایانی این مجموعه بود. او با نام مستعار رابرت گالبریث چند داستان جنایی نوشته است.
در سال ۲۰۰۷ فهرست ثروتمندان ساندِی تایمز میزان ثروت رولینگ را به ۴۵۴ میلیون پوند (۱٫۰۷ میلیارد دلار) تخمین زد و در بین ثروتمندترین زنان انگلیس رولینگ را در ردهٔ ۱۳ جدول قرار داد. همچنین در همین سال به انتخاب مجلهٔ تایم، رولینگ پس از ولادیمیر پوتین به عنوان دومین شخص تأثیرگذار سال انتخاب شد. مجلهٔ فوربز رولینگ را در ردهٔ چهل و هشتمین شخصیت معروف در سال ۲۰۰۷ معرفی کرد. رولینگ علاوه بر نویسندگی، در فعالیت‌های خیریه نیز بسیار فعال است. او بنیاد خیریه «ولانت» را در سال ۲۰۰۰ و سازمان «لوموس» را در سال ۲۰۰۵ تأسیس کرد که تمرکزشان بر کمک به کودکان آسیب‌پذیر و حمایت‌های پزشکی است. رولینگ جوایز و افتخارات زیادی کسب کرده، از جمله عضویت در انجمن «همراهان افتخار» بریتانیا برای خدماتش در زمینه ادبیات و امور خیریه.
در سال ۲۰۱۴ جایزهٔ ادبیات داستانی زنان، اقدام به انتخاب بیست نویسنده زنی کرد. که بیشترین تأثیر را بر روی خوانندگان خود گذاشته‌اند. در این فهرست، رولینگ پس از هارپر لی، مارگارت اتوود و شارلوت برونته در جایگاه چهارم قرار گرفت.
از سال ۲۰۱۷، رولینگ آشکارا دیدگاه‌های خود را درباره افراد تراجنسیتی و حقوق مدنی مرتبط با آن‌ها بیان کرده است. اظهارات او که از سوی منتقدان و سازمان‌های مدافع حقوق ال‌جی‌بی‌تی به‌عنوان تراجنسیت‌هراسی توصیف شده، به شکاف میان فمینیست‌ها، برانگیختن بحث‌هایی درباره آزادی بیان و فرهنگ کنسل منجر شده است. این جنجال‌ها همچنین واکنش‌هایی در پی داشته و افراد و سازمان‌های فعال در حوزه فرهنگ را به انتشار بیانیه‌ها و اقداماتی در حمایت از حقوق افراد تراجنسیتی ترغیب کرده است.

## نام
رولینگ با آنکه همواره با نام هنری جی.کی. رولینگ کتاب‌هایش را امضاء می‌کند اما هیچ‌گاه نام میانی نداشته‌است. هنگامی که نخستین کتاب هری پاتر را نگاشت، آن را با نام جوآن رولینگ امضا کرد. انتشارات بلومزبری، ناشر کتاب هری پاتر، پیش از انتشار آن در نظر داشت که خوانندگان کتاب پسران جوان هستند و ممکن است کتابی را که نویسندهٔ آن زن باشد، نخرند؛ به همین دلیل، رولینگ پیشنهاد کرد به جای به کار بردن نام واقعی‌اش، کتاب را با دو واژهٔ کوتاه شده امضاء کند. از آنجا که وی مانند دیگران نام وسط نداشت، حرف ک به جای نام کاتلین را به عنوان دومین حرف انتخاب کرد. این نام مربوط به مادربزرگ پدری‌اش بود. رولینگ پس از ازدواج گاهی از نام جوآن ماری استفاده می‌کند. او دربارهٔ نام جوآن هم می‌گوید در دوران جوانی‌اش هیچ‌گاه کسی وی را «جوآن» خطاب نمی‌کرد؛ مگر این که از دست وی عصبانی شده باشد و همه او را «جو» می‌نامیدند.

## تحصیلات
رولینگ در سال ۱۹۶۵ در شهر یاته نزدیک بریستول انگلستان متولد شد. او در رشتهٔ زبان و ادبیات فرانسه در دانشگاه اکستر انگلستان به تحصیل پرداخت. رولینگ در سال ۱۹۹۰ هنگامی که در انتظار یک قطار که تأخیر داشت، بود، ایدهٔ هری پاتر و مدرسهٔ جادوگری در ذهنش شکل گرفت و سه سال بعد در زمانی که از همسر روزنامه‌نگار پرتغالی‌اش جدا شده بود و در حالی که همراه دخترش جسیکا که حاصل ازدواج نافرجامش بود، نوشتن داستان را شروع کرده بود.

## ازدواج و جدایی
با توجه به مقالهٔ چاپ شده در روزنامهٔ گاردین برای تدریس زبان انگلیسی به عنوان زبان خارجی به پورتوی پرتغال مهاجرت کرد. او یک روز پس از گوش سپردن به یکی از کنسرت‌های چایکوفسکی نوشتن را آغاز کرد. پس از گذر هجده ماه (۱۶ اکتبر ۱۹۹۲) زندگی در پورتو او با روزنامه‌نگار پرتغالی به نام ژورگه آرانتس ازدواج کرد و کمتر از یک سال دختر آن‌ها به نام جسیکا به دنیا آمد. رولینگ پیش‌تر در زمان بارداری یک بار دچار سقط خودبه‌خودی شده بود که با این وجود در ۱۷ نوامبر ۱۹۹۳ از همسر پرتغالی خود جدا شد. برخی از زندگی‌نامه نویسان مدعی شده‌اند که علت این جدایی را رنج رولینگ از رفتار خشونت‌آمیز شوهرش دانسته‌اند؛ هرچند که صحت این ادعا کاملاً مشخص نیست. مدتی پس از این جدایی او به همراه دختر کوچکش به ادینبرای اسکاتلند مهاجرت کرد. هفت سال پس از فارغ‌التحصیلی، او خود را یک شکست خوردهٔ واقعی می‌دانست. او با داشتن دختری هفت ساله، هم در ازدواجش ناکام شده بود و هم بدون شغل بود؛ پس او تمرکز خود بر روی نویسندگی را بیشتر کرد. مدتی نیز او در درمانگاه افسردگی به علت افسردگی و اقدام به خودکشی ناموفق بستری بود. خلق موجودی به نام دیوانه‌ساز در مجموعه داستان‌های هری پاتر برگرفته از همین دوره از زندگی رولینگ است.

## فعالیت‌های بشر دوستانه
رولینگ ریاست بنگاه خیریه «جینجربِرِد» را عهده‌دار است. این بنگاه در سال ۱۹۱۸ بنا نهاده شده‌است و هدف آن حمایت خانوارهای تک سرپرست به ویژه مادرانی است که خارج از پیوند زناشویی صاحب فرزند شده‌اند. در سال ۲۰۰۵ میلادی، رولینگ با تأسیس انجمن خیریه‌ای به نام لوموس سعی در پوشش کودکان آسیب‌پذیری کرد که مورد آزار و اذیت جنسی و جسمی یا در معرض فقر و معلولیت هستند و هدف خود را بالابردن سطح سلامت، آموزش و رفاه اجتماعی این کودکان عنوان کرد. بر اساس آمار منتشر شده، این بنگاه خیریه تا سال ۲۰۱۶ توانسته‌است نزدیک به سی و پنج هزار کودک را تحت پوشش خود قرار دهد که اکثریت این کودکان در کشورهای شرق اروپا و آفریقا زندگی می‌کنند.

## دیدگاه سیاسی و مذهبی
رولینگ به عنوان یک چپ میانه شناخته می‌شود و وی در سال ۲۰۰۸ مبلغ یک میلیون پوند به حزب چپ‌گرای کارگر کمک کرد.
بسیاری از افرادِ باورمند به مذهب به ویژه مسیحیان، کتاب‌های رولینگ را مؤثر در تبلیغِ سحر و جادو می‌دانند اما او خود را معتقد به خدا خوانده و ذکر کرده برای نوشتن مجموعه هری پاتر از بسیاری از متون مسیحی الهام گرفته‌است.
او در مصاحبه‌ای با مجلهٔ تاتلر عنوان کرده‌است گرچه خود را نسبت به برخی مسائل شک‌گرا می‌داند اما به خدا و زندگی پس از مرگ از دید خودش باور دارد و این مسئله را از دیدگاه خود در کتاب‌هایش مطرح کرده‌است.

## جوایز و افتخارات
- ۱۹۹۷: جایزه ادبی نسل اسمارتیس بوک: نشان طلا برای هری پاتر و سنگ جادو
- ۱۹۹۸: جایزه ادبی نسل اسمارتیس بوک: نشان طلا برای هری پاتر و تالار اسرار
- ۱۹۹۸: جایزه کتاب کودک سال بریتانیا: هری پاتر و سنگ جادو
- ۱۹۹۹: جایزه ادبی نسل اسمارتیس بوک: نشان طلا برای هری پاتر و زندانی آزکابان
- ۱۹۹۹: جایزه کتاب کودک سال بریتانیا: هری پاتر و زندانی آزکابان
- ۱۹۹۹: جایزه ادبی کاستا بوک (بخش کودک): هری پاتر و زندانی آزکابان
- ۲۰۰۰: جایزه کتاب سال بریتانیا: نویسنده سال بریتانیا
- ۲۰۰۰: رتبه امپراتوری بریتانیا
- ۲۰۰۰: جایزه لوکس: هری پاتر و زندانی آزکابان
- ۲۰۰۱: جایزه برترین رمان هوگو: هری پاتر و جام آتش
- ۲۰۰۳: جایزه شاهزاده آستوریاس: نشان کنکورد
- ۲۰۰۳: جایزه برام استوکر: هری پاتر و محفل ققنوس
- ۲۰۰۶: جایزه کتاب سال بریتانیا: هری پاتر و شاهزاده دورگه
- ۲۰۰۷: جایزه نشان آبی پیتر
- ۲۰۰۸: کتاب سال بریتانیا: دستاوردهای برجسته
- ۲۰۱۰: جایزه هانس کریستیان آندرسن
- ۲۰۱۱: جوایز آکادمی فیلم بریتانیا: سهم برجسته در مشارکت با سینمای بریتانیا، (مشترک با دیوید هیمن)
- ۲۰۱۲: نشان آزادی شهر لندن از سوی شهردار این شهر
- ۲۰۱۷: جایزه افتخاری خانواده سلطنتی بریتانیا[۲۱]

## فیلم زندگینامه
در سال ۲۰۱۱ فیلم جادو فراتر از کلمات براساس کتاب زندگی‌نامه او ساخته و از شبکه لایف تایم منتشر شد و جایزه هنرهای تصویری کانادا در سال ۲۰۱۳ در بخش بهترین فیلم کوتاه دراماتیک یا فیلم تلویزیونی را دریافت کرد.

## کتاب‌شناسی

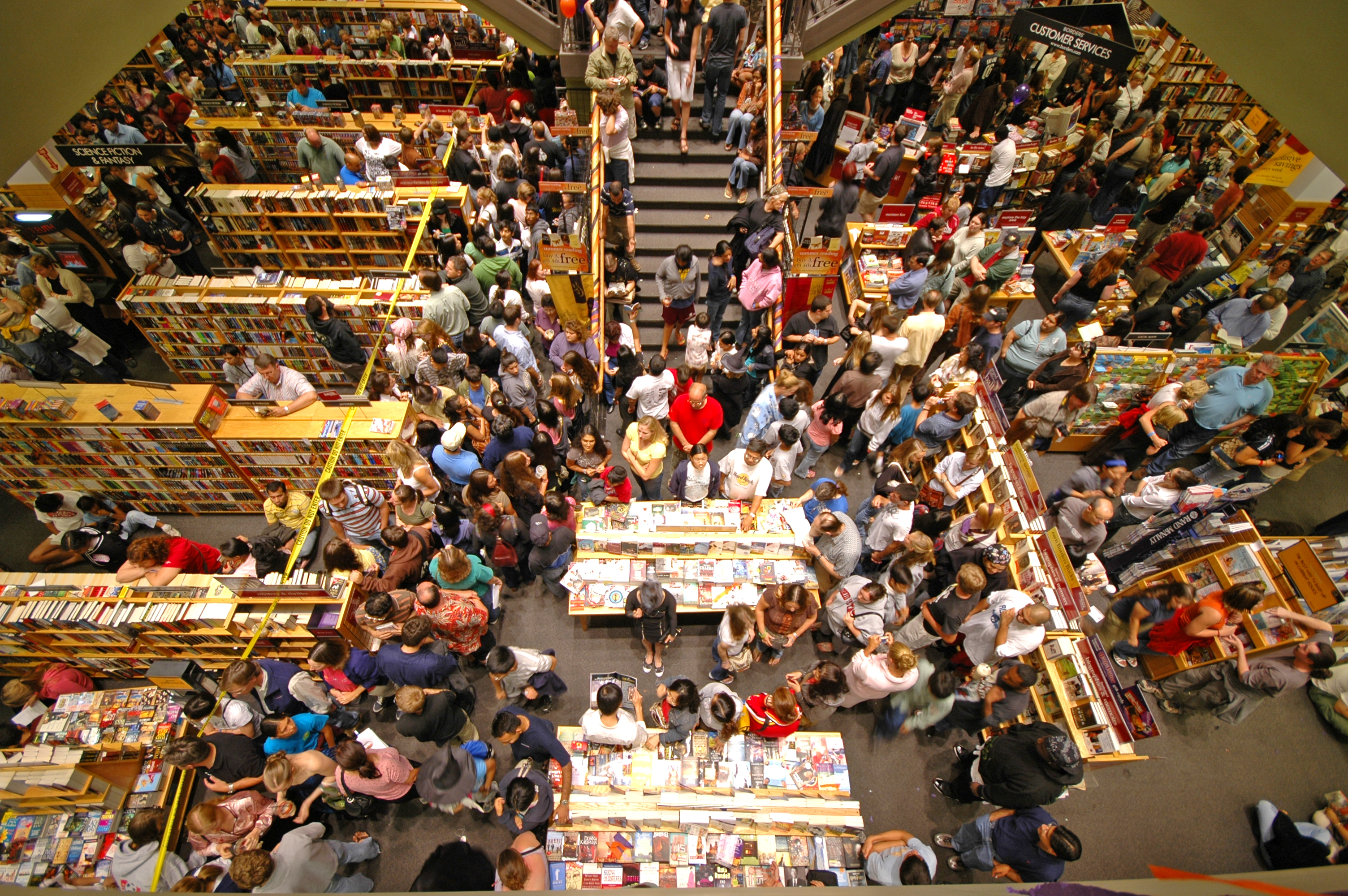
یک کتاب فروشی در کالیفرنیا پنج دقیقه قبل از انتشار هری پاتر و یادگاران مرگ

### کودکان و نوجوانان

#### مجموعه هری پاتر
- ۱. هری پاتر و سنگ جادو (۲۶ ژوئن ۱۹۹۷)
- ۲. هری پاتر و تالار اسرار (۲ ژوئیه ۱۹۹۸)
- ۳. هری پاتر و زندانی آزکابان (۸ ژوئیه ۱۹۹۸)
- ۴. هری پاتر و جام آتش (۸ ژوئیه ۱۹۹۹)
- ۵. هری پاتر و محفل ققنوس (۲۱ ژوئن ۲۰۰۳)
- ۶. هری پاتر و شاهزاده دورگه (۱۶ ژوئیه ۲۰۰۵)
- ۷. هری پاتر و یادگاران مرگ (۲۱ ژوئیه ۲۰۰۷)
- ۸. هری پاتر و فرزند نفرین‌شده (۲۰۱۶)

#### آثار مرتبط
- جانوران شگفت‌انگیز و زیستگاه آن‌ها (مکمل مجموعه هری پاتر) (۱ مارس ۲۰۰۱)
- کوییدیچ در گذر زمان (مکمل کتاب هری پاتر) (۱ مارس ۲۰۰۱)
- قصه‌های بیدل نقال (۴ دسامبر ۲۰۰۸)
- هری پاتر و فرزند نفرین‌شده (طرح کلی داستان) (نمایشنامه‌ای نوشتهٔ جک تورن) (۳۱ ژوئیه ۲۰۱۶)
- راهنمای ناکامل و نامعتبر هاگوارتز (۶ سپتامبر ۲۰۱۶)
- داستان‌های کوتاهی از قدرت، سیاست و اشباح مزاحم در هاگوارتز (۶ سپتامبر ۲۰۱۶)
- داستان‌های کوتاهی از قهرمانی‌ها، سخت‌کوشی‌ها و سرگرمی‌های خطرناک در هاگوارتز (۶ سپتامبر ۲۰۱۶)
- جانوران شگفت‌انگیز و زیستگاه آن‌ها (فیلمنامه) (۱۹ مارس ۲۰۱۶)
- جانوران شگفت‌انگیز: جنایات گریندل والد (فیلمنامه)
- جانوران شگفت‌انگیز: اسرار دامبلدور (فیلمنامه)

#### داستان‌های کوتاه
- پیش‌درآمد هری پاتر (ژوئیه ۲۰۰۸)
- تجدید دیدار ارتش دامبلدور در مسابقهٔ نهایی جام جهانی کویییدیچ (ژوئن ۲۰۱۴)

### بزرگسالان
- خلأ موقت (۲۷ سپتامبر ۲۰۱۲)

#### مجموعه کورمورن استرایک
- آوای فاخته (با نام مستعار روبرت گالبریث) (۱۸ آوریل ۲۰۱۳)
- کرم ابریشم (با نام مستعار روبرت گالبریث) (۱۹ ژوئن ۲۰۱۴)
- ردپای شیطان (با نام مستعار روبرت گالبریث) (۲۰ اکتبر ۲۰۱۵)
- سفید کشنده  (با نام مستعار روبرت گالبریث) (۱۸ سپتامبر ۲۰۱۸)
- خون مشکل‌دار (با نام مستعار روبرت گالبریث) (سپتامبر ۲۰۲۰).
- قلب سیاه جوهری (با نام مستعار روبرت گالبریث) (آگوست 2022).

## فیلم‌شناسی
| Films or TV series that have not yet been released | نشان‌دهندهٔ این است که فیلم هنوز منتشر نشده‌است |

| سال  | عنوان                                | نقش          | نقش       | نقش              | یادداشت‌ها                                                        | منابع  |
| سال  | عنوان                                | فیلمنامه‌نویس | تهیه‌کننده | تهیه‌کننده اجرایی | یادداشت‌ها                                                        | منابع  |
| ---- | ------------------------------------ | ------------ | --------- | ---------------- | ---------------------------------------------------------------- | ------ |
| ۲۰۱۰ | هری پاتر و یادگاران مرگ - قسمت اول   |              | آری       |                  | بر اساس رمان وی، هری پاتر و یادگاران مرگ                         | [ ۲۲ ] |
| ۲۰۱۱ | هری پاتر و یادگاران مرگ - قسمت دوم   |              | آری       |                  | بر اساس رمان وی، هری پاتر و یادگاران مرگ                         | [ ۲۲ ] |
| ۲۰۱۵ | خلأ موقت                             |              |           | آری              | مینی‌سریال تلویزیونی بر اساس رمان وی، خلأ موقت                    | [ ۲۳ ] |
| ۲۰۱۶ | جانوران شگفت‌انگیز و زیستگاه آن‌ها     | آری          | آری       |                  | بر اساس کتاب فرعی هری پاتر وی، جانوران شگفت‌انگیز و زیستگاه آن‌ها  | [ ۲۴ ] |
| ۲۰۱۷ | استرایک                              |              |           | آری              | در حال تولید، سریال تلویزیونی بر اساس رمان‌های کورمورن استرایک وی | [ ۲۵ ] |
| ۲۰۱۸ | جانوران شگفت‌انگیز: جنایات گریندل‌والد | آری          | آری       |                  | بر اساس شخصیت‌های رمان فرعی هری پاتر                              | [ ۲۶ ] |
| ۲۰۲۲ | جانوران شگفت‌انگیز : اسرار دامبلدور   | آری          | آری       |                  | بر اساس شخصیت‌های رمان فرعی هری پاتر                              | [ ۲۷ ] |